# Ian Ballinger
Ian Roy Ballinger, född 21 oktober 1925 i New Plymouth, död 24 december 2008 i Christchurch, var en nyzeeländsk sportskytt.
Han tävlade i olympiska spelen 1968, 1972 samt 1976. Han blev olympisk bronsmedaljör i gevär vid sommarspelen 1968 i Mexico City.